# Свято-Иоанно-Богословский монастырь (Домашаны)
Свято-Иоа́нно-Богосло́вский монасты́рь (бел. Свята-Іаана-Багаслоўскі манастыр) ― православный женский монастырь Борисовской епархии в деревне Домашаны Смолевичского района Минской области, располагается рядом с сельским кладбищем.

## История
В Домашанах сохранилась церковь, построенная в 1507 году ревнителем православия в Великом княжестве Литовском князем Константином Острожским. Согласно описи 1806 года, она была деревянной, однокупольной, называлась Свято-Михайловской во имя Михаила Архангела, построена взамен сгоревшей местными жителями в 1772 году. В начале XX века после ремонта её переосвятили в храм апостола Иоанна Богослова. В настоящее время это памятник архитектуры, охраняемый государством.
В 1991 году при кладбищенском храме зарегистрирован приход во имя апостола Иоанна Богослова, возобновились богослужения. Под руководством настоятеля священика Сергия Плечкова (в монашестве Иоанн; †1997) церковь была реконструирована. При храме организовано сестричество, приобретено два дома с земельным участком. Монастырь основан постановлением Синода Белорусской православной церкви от 14 декабря 1997 года по благословению митрополита Филарета. На территории монастыря возведены церковь в честь Тихвинской иконы Божией Матери (1999—2000), новая колокольня (2001), ведётся строительство нового монастырского корпуса. В 2006 году отремонтирован Иоанно-Богословский храм. Первую литургию в Тихвинской церкви отслужил 10 ноября 2000 года митрополит Минский и Слуцкий Филарет.

## Церковь Тихвинской иконы Богоматери
В 2000 году митрополит Минский и Слуцкий Филарет освятил в Домашанах новую церковь в честь иконы Тихвинской Божией Матери. Памятник архитектуры белорусского народного зодчества. Церковь имеет трёхбревенчатый объем: прямоугольный притвор, кубический молельный зал, пятигранную апсиду. Двускатная крыша в центре переходит в скатную, над апсидой — в шатровую; увенчаны 3 выпуклыми головками. Булыжные стены, сложенные в «ласточкин хвост», пронизаны арочными оконными проемами.

## Современное состояние
В обители 13 насельниц (игумения, 9 монахинь, 2 инокини, послушница). Действовала воскресная детская школа (2002—2003), собирается библиотека с книгами о православии в России и Белоруссии, сочинениями духовно-нравственного содержания.

## Настоятельницы
- игумения Неонила (Ярешко), с 1997 до 2005 год[3];
- игумения Саломия (Овчинникова) с 2005 года.